# Jack In The Box (음반)
《Jack In The Box》는 2022년 7월 15일에 발매된 대한민국의 보이그룹 방탄소년단의 멤버 제이홉의 솔로 정규 음반이다. 제이홉은 이 음반에 지금까지의 틀을 깨고 앞으로 나아갈 길에 대한 고민과 열정을 담았다. 음반 전곡 발표에 앞서 선공개된 'MORE'와 마지막 트랙인 '방화 (Arson)'가 《Jack In The Box》의 더블 타이틀곡이다. 타이틀곡 'MORE'와 '방화 (Arson)'는 각각 상자 안과 밖에서 제이홉이 느끼는 솔직한 이야기를 다룬다.

## 음악 및 가사
Jack In The Box는 제이홉의 '아티스트로서 자신만의 음악적 성격과 비전'과 그의 '틀을 깨고 성장하려는 열망'을 나타낸다. 2022년 6월에 발간된 위버스 매거진의 한 인터뷰에서, 제이홉은 그가 보통 보여주는 밝은 모습과 반대되는 "굉장히 어둡기도 하고 날것의 느낌"을 주고 싶은 욕구를 보여주었다. 더하여 그는 "제가 하고 싶은 이야기가 있는데, 지금까지의 스타일로 하면 잘 안 와닿는다는 마음이 계속 있었어요. 하고 싶은 이야기들을 담으려면 좀 ‘흑화’될 필요가 있겠더라고요. 한 번도 해본 적 없는 것이어서 새로운 것에 도전한다는 기대도 있었고요. 지금 내 마음이 이러니까, 한 번 해보자는 게 굉장히 크게 작용했어요."라고 덧붙였다.
판도라의 상자의 그리스 신화에 기반한 컨셉트 앨범으로, Jack In The Box는 여성의 나레이션이 제이홉의 활동명이 탄생하게 된 이야기를 설명하는 'Intro'로 서막을 연다. 아이돌로서 제이홉의 삶에 대한 실존주의적 'Pandora's Box'가 뒤따른다. 그 속에서 그는 자신보다 남을 위하는 그의 삶을 다루는데, "Someone's light, someone's smile/Someone's hope, 내 활동들은 someone's life"라는 가사에서, 제이홉은 그의 팬들에게 그가 가진 책임의 무게를 강조하며, 그가 가진 관점을 되돌아본다. 세 번째 곡인 'MORE'은 상자 안에서 피어오르는 열정과 야망, 욕심의 불꽃을 직관적으로 표현함으로써 세상을 향해 다양한 모습을 드러내고 싶다는 제이홉의 당찬 포부와 순수한 열정이 녹아있으며, 위험을 감수하고, 확실히 필요한 무모함을 보여준다. 더 어둡고, 엣지한 사운드가 특징인 그런지한 록앤롤 바이브를 가지며 90년대 음악에서 영감을 얻고 스웩이 넘치는 이 곡은 그가 전에 발매한 곡들에 비하면, 이 트랙은 올드 스쿨 힙합과 아레나 록, 얼터너티브 록의 융합이다. 제이홉의 독특하고 리드미컬한 플로우를 보여주며 스크리밍을 활용한다. 열 번째 트랙인 '방화 (Arson)'은 무슨 길을 택해야 할지 고민하며 교차로에 서서 '상자 밖의 세계'를 직면하는 자기 성찰의 곡이다. 'MORE'과 함께 Jack In The Box의 핵심 메시지를 전달하는 주된 곡들 중 하나로서, 앨범의 막을 내리는 역할을 한다.

## 발매
2022년 6월 14일에 방탄소년단의 9주년 기념 유튜브 콘텐츠인 '방탄회식'에서 RM은 멤버들이 앞으로 개인 음악활동에 더 집중할 것이라고 밝혔다. 무료거나 프로모션이 없는 믹스테이프 대신, 프로모션이 있는 상업적 음반 발매의 형태로 미래에 프로젝트를 진행하게 되는 것이다. 직후에 하이브는 제이홉이 솔로 아티스트로서 활동을 시작하게 될 첫 번째 멤버임을 공식적으로 발표했다. 6월 25일에 올라온 위버스의 공지는 7월 15일로 계획된 제이홉의 데뷔 음반 Jack In The Box의 발매를 공식화했다. 그에 앞서 제목을 밝히지 않은 싱글 선공개곡이 7월 1일에 발매될 것임을 알렸다. 음반 발매 공지에 더하여 제이홉은 그의 인스타그램 계정에 화면의 중앙에 흰색 J가 있고 다채로운 체크무늬가 있는 배경의 짧은 영상 클립을 "'J'ack in the box"라는 캡션과 함께 업로드했다. 6월 27일에 그는 다양한 피에로 모티프를 특징으로 하는 음반 커버 아트의 컨셉트 포토 여러 장을 게시했다. 첫 번째 사진은 흰색 수트를 입고 검은색 제스터 모자를 쓴 상태에서 한 손가락을 입술에 갖다 댄 채 청록색 상자 안에 서 있는 그를 위에서 내려다 본 모습을 보여주었고, 상자 안에서 그가 각각 다른 포즈를 취하고 있는 네 장의 다른 사진들이 뒤따랐다. 음반의 예약 구매는 그 날 온라인과 대면 판매 소매점에서 시작했다.
7월 5일에 공개된 '괴상한' 23초짜리 비주얼라이저는 'Hope In The Box'라는 이름으로, 잭인더박스의 손잡이가 스스로 돌아가면서 "다소 불길한 멜로디"를 연주하는 모습을 보여준다. '잭' 피규어가 튀어나올 때, 뒤의 잡음으로 가득한 텔레비전 화면에 비슷한 분위기의 그래픽과 문구가 나온다. 제이홉은 "Are you just going to stay in the box?"라는 캡션과 해시태그 '#HopeInTheBox'와 함께 이 영상을 인스타그램에 업로드했다. 이틀 후, 10곡으로 구성된 이 음반의 트랙리스트가 3D 디자인을 이용한 그래픽 비디오를 통해 유튜브에 공개되었다.

### 포맷
하이브는 Jack In The Box를 CD로 발매하는 것을 포기했다. 소속사에 따르면 이 결정은 음반 제작의 과정에서 플라스틱 쓰레기의 발생을 줄이고, 친환경적으로 되려고 하는 소속사의 노력의 일환이라고 한다. 이 음반은 스트리밍 플랫폼과 음악 사이트, 그리고 하이브의 위버스 앨범 앱에서만 이용 가능하도록 디지털 형태로만 만들어졌다. 비록 원래의 포맷으로 발매되지는 않았지만,  카드 홀더, 포토카드 두 장, 위버스 앨범 앱에서 음반과 추가적 디지털 콘텐츠의 이용이 가능한 QR 코드 형태의 유저 가이드 등 실물 굿즈가 없는 것은 아니었다.
12월 12일에는 음반의 한정판 LP 버전이 공개되었다. 책자, 가사 종이, 접힌 포스터, 포토카드가 포함되어 있다. 음반의 예약 구매는 8월 8일에 위버스와 다른 온라인 판매점들에서 시작되었다. 2023년 7월 16일에 음반의 CD 버전의 8월 18일 발매가 공지되었다. 이 음반은 다섯 개의 새 트랙이 포함되어 있는데, 세 개는 제이홉의 롤라팔루자 공연에서의 라이브 음원이고 두 개는 반주이다.

### 싱글
'MORE'은 앨범에서 첫 번째로 공개된 싱글이었다. 제이홉은 피에로 모티프를 포함한 두 세트의 컨셉트 포토를 공개했고, 플래시가 터지는 카메라를 각각 다른 위치에서 응시하며 헐렁한 검은색 제스터의 모자를 쓰고 비스듬히 기울어진 복도에 혼자 선 모습을 보여주었다. "MORE ?"이라는 캡션 하나만 단 채, 빅히트 뮤직은 레이블의 포스트가 소셜 미디어에 올라온 그 날 이것이 싱글의 제목임을 알려주었다. 28일에 올라온 사진들에는 제이홉이 흰 옷을 입고 얼굴이 일그러진 사람들에 둘러싸인 모습을 보여주었다. 곡의 제목이 새겨진 은색 열쇠가 등장하고 '90년대에서 영감을 얻은 비트'가 연주되며 6월 30일에 공개된 15초짜리 뮤직비디오 티저에서, 그는 "'Cause I want some more!"이라고 소리친다. 7월 1일에는 유튜브에 뮤직비디오와 함께 싱글이 전세계에서 디지털로 공개되었다. 비평가들은 'MORE'이 제이홉이 그동안 음악에서 들려주던 밝은 사운드와 활기찬 이미지로부터 시청각적으로 벗어났다는 점과, 그의 '충격적이고 극적인 새 비전'을 '우레 같이' 표현했다는 점을 긍정적으로 평가했다. 데이즈드 잡지는 12월에 발간된 연말 목록에서 이 곡을 2022년에 발매된 최고의 케이팝 곡들 중 15위로 매겼고, 테일러 글래즈비는 제이홉이 'MORE'을 통해 내부적 작업을 드러냈으며, '자신의 창조성이 길들여지기를 거부하는 남자'로 그를 바라보는 새로운 시각을 만들어냈다고 서술했다. 제이홉은 후에 2022 마마 어워즈에서 한 그의 퍼포먼스의 안무 영상을 공개했다.
'방화 (Arson)'은 제이홉이 앉아 있는 자신 앞에 "ARSON"이라고 적힌 검은색 상자가 놓여진 소리가 없는 영상을 7월 7일에 업로드한 후, 앨범의 두 번째 싱글로 공개되었다. 검은색 상자는 사실 촛불로, 불을 붙이고 상자의 뚜껑을 덮어서 불을 끈 뒤 카메라를 응시한다. 싱글의 컨셉 포토의 공개는 7월 11일과 12일에 뒤따랐으며, 그가 흰색 점프수트를 입고 망가지고 불타고 있는 차 옆에서 포즈를 취하는 모습과 그 다음에는 그의 옷이 새까맣게 탄 모습이 나타난다. 뮤직비디오의 30초짜리 티저는 13일에 유튜브를 통해 공개되었다. 감독은 이수호로, 차가 불타면서 폭발하는 모습을 슬로우 모션으로 보여주면서 '셔플링 비트' 위 제이홉이 "'Let's burn ... it's done'"이라고 말한 후 한국어로 랩을 짧게 하고 곡의 제목을 밝힌다. 음반 발매일과 같은 싱글의 공개일이 영상의 끝에 나타난다.
두 싱글은 후에 제12회 써클 차트 뮤직 어워즈에서 7월의 글로벌 디지털 뮤직 부문에 노미네이트되었다.

## 프로모션
2022년 7월 13일에 더블유코리아는 제이홉을 8월 이슈의 커버로 발표했고 세 버전을 공개했다. 잡지는 그와 그의 음악, 그리고 Jack In The Box에 대해 사진과 함께 심도 있는 인터뷰가 양면에 실렸다. 그는 또한 롤링 스톤, 버라이어티, 그리고 컨시퀀스와 함께 7월 15일에 음반에 대해 이야기했다. 제이홉은 7월 14일에 용산구에 위치한 하이브 사옥에서 앨범의 리스닝 파티를 사적으로 열었다. 참석자들 중에서는 방탄소년단의 멤버들 진, RM, 지민, 뷔, 정국, 하이브의 의장 방시혁, 제이홉의 가까운 친구들, 그리고 타이거 JK, 윤미래, 엄정화, 헤이즈, 제시, 현아, 선미, 사이먼 도미닉, 로꼬, 소코도모 등 댄스와 음악계에서 활동하는 아티스트들이 있었다. 7월 28일에 제이홉은 아이유가 진행하는 유튜브 콘텐츠인 '아이유의 팔레트' 14회에서 게스트로 등장했다. 그는 '= (Equal Sign)'을 아이유와 듀엣으로 부르고, 'Safety Zone'을 쇼에서 처음으로 불렀다. 그는 솔로 퍼포먼스 데뷔 무대를 8월 1일에 롤라팔루자의 마지막 날의 헤드라이너로 공연함으로써, 대한민국 최초로 대형 미국 뮤직 페스티벌의 주요 무대의 헤드라이너로 공연한 아티스트가 되었다. 또한 한 시간짜리 셋리스트는 음반의 여러 곡들을 포함했다. 제이홉은 2022 마마 어워즈의 둘째 날인 11월 30일에 헤드라이너로 'MORE', '방화 (Arson)', 'Future'로 구성된 메들리를 공연했다. 뒤따라서 그는 1월 1일에 Dick Clark's New Year's Rockin' Eve의 라인업에 합류해서 '= (Equal Sign)', 'Chicken Noodle Soup', 그리고 방탄소년단의 노래인 Butter (Holiday Remix)로 구성된 메들리를 불렀다.
음반의 작업 과정과 제이홉이 롤라팔루자에서 공연하기까지의 준비 과정을 담은 다큐멘터리 '제이홉 인 더 박스'는 2023년 2월 17일에 위버스, 디즈니+에서 전세계적으로 스트리밍을 시작했다.

## 평가
| 전문가 평가          | 전문가 평가 |
| 총 점수              | 총 점수     |
| 출처                 | 점수        |
| -------------------- | ----------- |
| 메타크리틱           | 87/100      |
| 평가 점수            |             |
| 출처                 | 점수        |
| NME                  | [ 47 ]      |
| Consequence          | B+          |
| Rolling Stone        | [ 49 ]      |
| The Line of Best Fit | [ 50 ]      |
| AllMusic             | [ 51 ]      |
| Clash                | 7/10        |
| Evening Standard     | [ 53 ]      |

전문가들의 평가부터 일반인들의 리뷰까지 100점 만점 중 일반화된 평점을 매기는 메타크리틱에서 Jack In The Box는 여섯 개의 리뷰에 따라 평균 87점을 받았고, 이는 음반이 '전 세계적 찬사'를 받고 있음을 나타낸다. NME의 5성짜리 리뷰에서 라이언 달리는 음반이 "방향성이 뚜렷하게 표현되어 있으며", "노래를 랜덤으로 골라서 듣기보다는 처음부터 끝까지의 흐름을 즐길 수 있게 한다"고 서술했다. 그녀는 음반을 "진지하게 생각해볼 수 있게 하며 신선하고 새로운 매력으로 가득하다"고 묘사함과 동시에 "제이홉은 자신의 개성의 다른 면을 보여주기 위해 그의 밝고 긍정적인 가면을 벗었을지도 모르지만 [...] 그런 성질은 [...] 아직 간간이 나타나며, 공감이 가고 진실된 그의 메시지를 명료하게 전한다"고 했다. 클래시의 아비 아이트켄은 제이홉의 "그의 음악성과 관련이 깊지 않은 장르들에 대한 실험"에 대한 찬사를 보냈으며, 그런 변화를 "신선하고 그의 기존의 사운드와 병치되는 두 번째 음반으로 이어진다"고 묘사했다. 달리의 감상과 비슷하게, 그녀는 또한 "극도로 어두운 시작"에도 불구하고 음반을 다 감상할 동안 "제이홉 하면 연상되는 밝음"을 언뜻 발견했다. 이브닝 스탠더드의 조캔 엠블리는 제이홉이 전하고자 하는 메시지의 강경한 전달과 한국어와 영어 사이를 자연스럽게 넘나드는 것에 감명을 받았으며 음반을 "견고한 시작"이라고 표현했지만, 한편으로는 녹음의 길이가 전반적으로 짧은 것이 "하고자한 것을 온전히 실현한 음반이라기보다는 컨셉트의 증거물 같다"고 느꼈다. 그는 '= (Equal Sign)'과 'Safety Zone'을 꼽아서 "음반의 그 외의 어두움"에서 다루는 제이홉의 성격의 비교적 우울한 면에 반하는 "빛줄기"라고 표현했다.

## 상업적 성적
Jack In The Box는 2022년 7월 24~30일인 31주의 써클 앨범 차트에서 대한민국 3위에 등극했고, 뒤따라서 7월의 월간 앨범 차트에서 총 472,385장을 기록하며 8위에 올랐다. 8월에는 추가로 9,614장이 더 팔렸고, 음반은 9월에 한국음악산업협회 (KMCA)로부터 플래티넘 인증을 부여받았다.
일본에서 Jack In The Box는 3일밖에 안 되는 주어진 시간 안에 오리콘의 주간 차트에서 2위에 올랐는데, 2022년 7월 11~17일에 2,439장을 판매했다고 기록되었다. 또한 빌보드 재팬 핫 앨범에서 상응하는 부문의 11위에 올랐는데, 그 주에서 가장 잘 팔리는 디지털 음반이었고, 하위 항목인 음반 다운로드 차트에서 2,425장으로 상위에 올랐다.
그 음반은 또한 빌보드의 미국 차트에 여러 번 진입했다. 7월 30일에(7월 21일에 끝난 집계) 빌보드 200에서 25,000장으로 17위로 데뷔했으며, 그의 전 앨범 Hope World가 2018년에 38위에 오른 이후로 두 번째에다가 가장 오래 한 진입이 되었다. 그 수치로, 음반은 10,000장의 음반  판매량을 기록했고 빌보드 탑 앨범 세일즈에서 그 주에 다섯 번째로 많이 팔린 음반이 되었다. 제이홉은 또한 빌보드 아티스트 100에 9위로 새 정점을 찍으며 재진입했다. 음반의 두 싱글인 'MORE'과 '방화 (Arson)'은 2019년에 'Chicken Noodle Soup' 이후 빌보드 핫 100에서 각각 82위와 96위로 두 번째와 세 번째 진입이 되었다. 집계 기간인 2022년 7월 1~7일 동안 누적 460만 스트림과 12,000장이 팔림으로써 장르에 특화된 월드 디지털 송 세일즈에서 제이홉에게 세 번째 1위를 안겨주었고 이머징 아티스트 차트에서 처음으로 상위에 오르게 되었다. 'MORE'은 또한 디지털 송 세일즈 차트에서 국내에서 두 번째로 많이 팔린 노래였다. 음반의 비닐 버전의 전 세계적 공개에 따라, 이 음반은 2023년 1월 28일에 빌보드 비닐 앨범 차트에서 8위에 올랐다. 미국에서 비닐 버전 음반의 판매가 시작됨에 따라, 2월 11일에 차트에 재진입했고 4위라는 정점을 찍었다. 2024년, 페이스트는 30 Greatest K-Pop Albums of All Time 목록의 2위에 등극시켰다.

## 찬사
롤링 스톤은 연말에 '100 Best Albums of 2022'에서 이 음반을 9위에 올리면서, "기준선을 높였으며" "으르렁거리는, 끝없이 창의적인 데뷔"로 묘사했다. NME는 '50 best albums of 2022'에서 이 음반을 42위에 올리면서, "세상이 그동안 알아왔고 지난 9년 동안 사랑해온 제이홉이라는 인물을 불태운다. 그러나 그 잿더미 속에서 더욱 흥미롭고 대단한 별이 탄생한다."고 서술했다.
이 음반은 제37회 골든 디스크 어워즈와 제32회 서울가요대상의 본상 부문에 올랐으나, 둘 중 어느 부문에서도 상을 타지 못했다.

## 곡 목록
| #            | 제목                               | 작사·작곡                                         | 재생 시간 |
| ------------ | ---------------------------------- | ------------------------------------------------- | --------- |
| 1.           | 〈Intro〉                          | EVAN HYBE                                         | 0:58      |
| 2.           | 〈Pandora's Box〉                  | 제이홉 GHSTLOOP Supreme Boi                       | 2:36      |
| 3.           | 〈MORE〉                           | 제이홉 Ivan Jackson Rosenberg                     | 3:00      |
| 4.           | 〈STOP (세상에 나쁜 사람은 없다)〉 | 제이홉 Michael Volpe                              | 2:02      |
| 5.           | 〈= (Equal Sign)〉                 | 제이홉 Scoop Deville Melanie Joy Fontana Lindgren | 1:54      |
| 6.           | 〈Music Box : Reflection〉         | 피독                                              | 1:10      |
| 7.           | 〈What If...〉                     | 제이홉 Dwayne Abernathy Jr. R. Jones R. Diggs     | 2:16      |
| 8.           | 〈Safety Zone〉                    | 제이홉 피독                                       | 2:45      |
| 9.           | 〈Future〉                         | 제이홉 Ivan Jackson Rosenberg Mitch Conwell       | 2:19      |
| 10.          | 〈방화 (Arson)〉                   | 제이홉 Michael Volpe                              | 2:39      |
| 총 재생 시간 | 총 재생 시간                       | 총 재생 시간                                      | 21:49     |

## 인력
위에 이미 기재된 작곡 및 제작 크레딧은 제외함. 큐큐 뮤직에 의해 각색됨.
- 제이홉 – 랩 (트랙 2–5, 7–10), 녹음 엔지니어링 (트랙 2–5, 7–10), 보컬  (트랙 5)
- EVAN – 키보드 (트랙 1), 신시사이저 (트랙 1), 디지털 편집 (트랙 1, 7)
- Rachanee Lumanayo – 나레이션 (트랙 1), 녹음 엔지니어링 (트랙 1)
- 이연수 – 디지털 편집 (트랙 1)
- GHSTLOOP – 키보드 (트랙 2), 신시사이저 (트랙 2), 디지털 편집 (트랙 2–5, 7, 10)
- Supreme Boi – 랩 (트랙 2, 3, 10), 녹음 엔지니어링 (트랙 3, 10)
- Ken Lewis – 믹스 엔지니어링 (트랙 2, 8, 10)
  - Jonathon Garcia – 보조 (트랙 2, 8, 10)
- 피독 – 드럼 (트랙 3), 기타 (트랙 3), 키보드 (트랙 6–8), 신시사이저 (트랙 6, 8), 디지털 편집 (트랙 8, 9), 추가적 프로듀싱 (트랙 9), 녹음 엔지니어링 (트랙 9)
- Jaycen Joshua – 믹스 엔지니어링 (트랙 3)
- Tim Chantarangsu – 목소리 샘플 (트랙 4)
- Rick Carter – 목소리 샘플 (트랙 4)
- Summergal – 디지털 편집 (트랙 4, 5, 10)
- 정우영 – 믹스 엔지니어링 (트랙 4)
- Melanie "Joy" Fontana – 백보컬 (트랙 5)
- Lindgren – 녹음 엔지니어링 (트랙 5)
- Yang Ga – 믹스 엔지니어링 (트랙 5, 9)
- 박진세 – 믹스 엔지니어링 (트랙 6)
- Dem Jointz – 악기 편성 (트랙 7), 키보드 (트랙 7), 신시사이저 (트랙 7)
- Bobby Campbell – 믹스 엔지니어링 (트랙 7)
- Jaicko Lawrence – 백보컬 (트랙 8), 녹음 엔지니어링 (트랙 8)
- Ivan Jackson – 악기 편성 (트랙 9)
- Fatherdude – 보컬 샘플 (트랙 9)
- 연음어린이합창단 (정지우, 이효주, 조용찬) – 코러스 (트랙 9)

## 차트
| 차트 (2022)                             | 최고 순위 |
| --------------------------------------- | --------- |
| 오스트레일리아 앨범 (ARIA)              | 27        |
| 오스트리아 앨범 (Ö3 오스트리아)         | 18        |
| 벨기에 앨범 (울트라탑 플랑드르)         | 36        |
| 벨기에 앨범 (울트라탑 왈로니아)         | 36        |
| 캐나다 앨범 (빌보드)                    | 43        |
| 핀란드 앨범 (수오멘 비랄리넨 리스타)    | 3         |
| 프랑스 앨범 (SNEP)                      | 99        |
| 독일 앨범 (Offizielle 탑 100)           | 38        |
| 일본 앨범 (오리콘)                      | 29        |
| 일본 합산 앨범 (오리콘)                 | 31        |
| 일본 핫 앨범 (빌보드 재팬)              | 11        |
| 리투아니아 앨범 (AGATA)                 | 3         |
| 뉴질랜드 앨범 (레코디드 뮤직 NZ)        | 30        |
| 폴란드 앨범 (ZPAV)                      | 3         |
| 대한민국 앨범 (써클)                    | 3         |
| 스페인 앨범 (PROMUSICAE)                | 36        |
| 스웨덴 피지컬 앨범 (스베리예토프리스탄) | 4         |
| 스위스 앨범 (슈바이처 히트파라데)       | 17        |
| 영국 음반 (OCC)                         | 67        |
| 영국 인디팬던티 앨범 (OCC)              | 11        |
| 미국 빌보드 200                         | 17        |
| 미국 탑 랩 앨범 (빌보드)                | 4         |
| 미국 월드 앨범 (빌보드)                 | 2         |

| 차트 (2022-2023)     | 순위 |
| -------------------- | ---- |
| 일본 앨범 (오리콘)   | 10   |
| 대한민국 앨범 (써클) | 8    |

| 차트 (2022)                | 순위 |
| -------------------------- | ---- |
| 일본 핫 앨범 (빌보드 재팬) | 79   |
| 대한민국 앨범 (써클)       | 37   |

| 차트 (2023)          | 순위 |
| -------------------- | ---- |
| 대한민국 앨범 (써클) | 44   |

## 인증 및 판매량
| 국가                         | 인증        | 판매량/출하량 |
| ---------------------------- | ----------- | ------------- |
| 일본                         | —           | 5,864         |
| 대한민국 (KMCA)              | 2× 플래티넘 | 543,349       |
| 대한민국 (KMCA) HOPE Edition | 2× 플래티넘 | 580,428       |
| 미국                         | —           | 25,000        |

## 발매 역사
| Region | Date             | Format                   | Label       | Ref.    |
| ------ | ---------------- | ------------------------ | ----------- | ------- |
| 공통   | 2022년 7월 15일  | 디지털 다운로드 스트리밍 | 빅히트 뮤직 | [ 17 ]  |
| 공통   | 2022년 7월 29일  | 위버스 앨범              | 빅히트 뮤직 | [ 18 ]  |
| 일본   | 2022년 8월 3일   | 위버스 앨범              | 빅히트 뮤직 | [ 105 ] |
| 미국   | 2022년 8월 8일   | 위버스 앨범              | 빅히트 뮤직 | [ 106 ] |
| 미국   | 2022년 12월 12일 | LP (한정판)              | 빅히트 뮤직 | [ 107 ] |
| 일본   | 2022년 12월 14일 | LP (한정판)              | 빅히트 뮤직 | [ 108 ] |
| 공통   | 2023년 8월 18일  | CD                       | 빅히트 뮤직 | [ 23 ]  |

## 같이 보기
- 대한민국의 역대 음반 판매량 순위 목록